# 508 TCN
508 TCN là một năm trong lịch La Mã.